# Simulacres et Simulation
Simulacres et Simulation ist ein 1981 auf Französisch erschienenes Buch des französischen Philosophen und Soziologen Jean Baudrillard. Dieser entwickelte darin seine Simulationstheorie weiter, die bereits in seinem Werk Der symbolische Tausch und der Tod von 1976 eine bedeutende Rolle spielte.
Simulacres et Simulation besteht aus einer Sammlung diverser kurzer Texte. Vor allem im ersten Kapitel, das in deutscher Übersetzung als «Präzession der Simulakra» wiedergegeben wurde, reflektiert er mit den Begriffen von Simulacrum und Simulation. Baudrillard untersucht dabei die Beziehungen zwischen Realität, Symbolen und Gesellschaft. Er definiert simulacres als Kopien, die Dinge darstellen, die niemals existierten, oder die kein Original mehr besitzen. Simulation definiert er als Imitation eines realen Ablaufs.

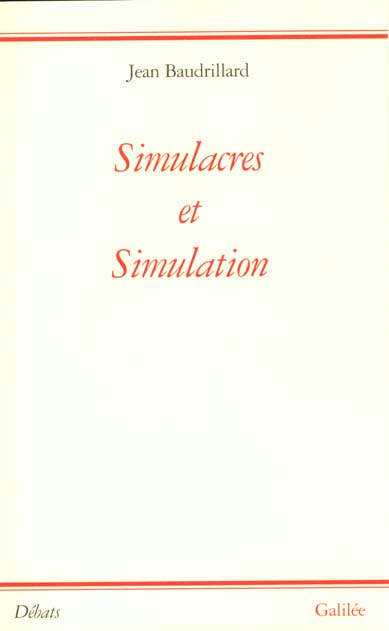
Buchcover der Erstausgabe

Diese Überlegungen erlangen vor allem für die Medientheorie Bedeutung, wenn man die modernen Massenmedien mit Baudrillard als den Bereich versteht, wo Worte und Bilder nur noch für sich selbst stehen und keine Referenz mehr haben.

## Referenzen
- Im Film Matrix ist Neos Versteck für Software in seiner Wohnung das Buch Simulacres et Simulation, das das Verhältnis von Realität, Symbolen und Gesellschaft untersucht und somit das Thema des Films bereits zu Beginn aufzeigt. Das Buch wird im Film beim Kapitel Nihilismus aufgeschlagen.

## Ausgaben
- Jean Baudrillard, Simulacres et Simulation, Paris: Éditions Galilée 1981
- Jean Baudrillard, Simulacra and Simulation, engl. Übersetzung von Sheila Faria Glaser, The University of Michigan Press 1994